# Oxley River
Der Oxley River ist ein Fluss im äußersten Nordosten des australischen Bundesstaates New South Wales.

## Geografie
Der Oxley River entspringt bei Tyalgum, nordwestlich des Mount-Warning-Nationalparks und fließt nach Osten. Nördlich von Byangum mündet er in den Tweed River.

### Nebenflüsse mit Mündungshöhen
Er hat folgende Nebenflüsse:
- Tyalgum Creek – 55 m
- Hopping Dicks Creek – 54 m

## Namensherkunft
Der Fluss wurde nach dem australischen Entdecker John Oxley (1785–1828) benannt.